# MAGFACT
『MAGFACT』（マグファクト）は、Kis-My-Ft2の11作目のオリジナル・アルバム。2025年5月21日にMENT RECORDINGから発売。

## 概要
アルバムタイトルは「MAGnet（引きつける力）」と「FACT（事実）」を組み合わせた造語で、「くっついて生まれた音楽」を意味する。二階堂高嗣が活動休止中のため不参加となっていた32ndシングル収録曲「Curtain call」「Meramera」の6人体制バージョンに、新曲8曲を加えた全10曲（通常盤のみ全11曲）を収録。
初回盤A（CD+DVD/Blu-ray）、初回盤B（CD+DVD/Blu-ray）、通常盤（CD）、ファミクラストア限定盤（CD+Blu-ray）、ソロビジュアル盤6種類の計5形態10種類で発売。初回盤AにはKamikaze Boy（MAN WITH A MISSION）による提供楽曲「Glory days」とサンドウィッチマンがゲストボーカルとして参加する「お疲れ様です！feat.サンドウィッチマン」の2曲のMV、及びアルバムジャケット・アーティスト写真・MV撮影時のメイキング映像『MAGFACT Behind the Scenes』を収録。初回盤Bには撮り下ろし特典映像『新たな魅力をくっつけろ！Kis-Mag-Net2』に加え、ファンクラブ会員からテーマを募集して制作された楽曲「メロディ」のドキュメンタリーMVを収録。ファミクラストア限定盤には初Blu-ray化となるシングル曲4曲のMVに加え、撮り下ろし特典映像『AI×Kis-My-Ft2 ～AIにキスマイのこと聞いてみた～』を収録。また、初回盤A/B、通常盤（初回仕様）には特典としてシリアルナンバーが封入される。
ソロビジュアル盤はオンラインサイト「Kis-My-Ft2 SHOP」のみで販売され、5月2日より先着販売が行われた2種類の3枚セットには、8月に3都市で開催されるメンバー全員が参加するハイタッチ会への参加券（デジタルチケット）1枚が付属する。単品販売の商品には参加券は付属しない。
6月16日、全収録曲のサブスク配信が開始された。

### 予約特典
- 初回盤A：MAGFACTオリジナルマグネット（千賀健永・宮田俊哉）
- 初回盤B：MAGFACTオリジナルマグネット（横尾渉・藤ヶ谷太輔）
- 通常盤：MAGFACTオリジナルマグネット（玉森裕太・二階堂高嗣）
- 市販流通盤3形態（初回盤A/B、通常盤初回仕様）同時予約特典：MAGFACTオリジナルマグネット（集合）
  - 3形態それぞれの特典マグネットがピースとしてはめられる。

### ハイタッチ会日程・会場
| 年     | 日       | 開始時間 | 会場             |
| ------ | -------- | -------- | ---------------- |
| 2025年 | 08月03日 | 12:30    | 幕張メッセ       |
| 2025年 | 08月03日 | 14:30    | 幕張メッセ       |
| 2025年 | 08月03日 | 16:00    | 幕張メッセ       |
| 2025年 | 08月03日 | 17:30    | 幕張メッセ       |
| 2025年 | 08月03日 | 19:00    | 幕張メッセ       |
| 2025年 | 08月03日 | 20:30    | 幕張メッセ       |
| 2025年 | 08月17日 | 11:00    | AICHI SKY EXPO   |
| 2025年 | 08月17日 | 12:30    | AICHI SKY EXPO   |
| 2025年 | 08月17日 | 14:30    | AICHI SKY EXPO   |
| 2025年 | 08月17日 | 16:00    | AICHI SKY EXPO   |
| 2025年 | 08月17日 | 17:30    | AICHI SKY EXPO   |
| 2025年 | 08月17日 | 19:00    | AICHI SKY EXPO   |
| 2025年 | 08月17日 | 20:30    | AICHI SKY EXPO   |
| 2025年 | 08月24日 | 11:00    | インテックス大阪 |
| 2025年 | 08月24日 | 12:30    | インテックス大阪 |
| 2025年 | 08月24日 | 14:30    | インテックス大阪 |
| 2025年 | 08月24日 | 16:00    | インテックス大阪 |
| 2025年 | 08月24日 | 17:30    | インテックス大阪 |
| 2025年 | 08月24日 | 19:00    | インテックス大阪 |
| 2025年 | 08月24日 | 20:30    | インテックス大阪 |
| 2025年 | 08月27日 | 11:00    | 幕張メッセ       |
| 2025年 | 08月27日 | 12:30    | 幕張メッセ       |
| 2025年 | 08月27日 | 14:30    | 幕張メッセ       |
| 2025年 | 08月27日 | 16:00    | 幕張メッセ       |
| 2025年 | 08月27日 | 17:30    | 幕張メッセ       |
| 2025年 | 08月27日 | 19:00    | 幕張メッセ       |
| 2025年 | 08月27日 | 20:30    | 幕張メッセ       |
| 2025年 | 08月28日 | 11:00    | 幕張メッセ       |
| 2025年 | 08月28日 | 12:30    | 幕張メッセ       |
| 2025年 | 08月28日 | 14:30    | 幕張メッセ       |
| 2025年 | 08月28日 | 16:00    | 幕張メッセ       |
| 2025年 | 08月28日 | 17:30    | 幕張メッセ       |
| 2025年 | 08月28日 | 19:00    | 幕張メッセ       |
| 2025年 | 08月28日 | 20:30    | 幕張メッセ       |

## チャート成績
初週売上30.9万枚を記録し、2025年6月2日付のオリコン週間アルバムランキングで初登場1位を獲得。これにより、1stアルバム『Kis-My-1st』から13作連続・通算13作目の1位獲得となり、「1stアルバムからの連続1位獲得作品数」は歴代3位タイから歴代2位タイとなった。さらに、4thアルバム『KIS-MY-WORLD』の初週売上30.0万枚を上回り、自己最高初週売上となった。

## 収録曲
※シングル曲・カップリング曲の詳細は各ページを参照。

### CD
1. "11th" Overture（inst.） [2:17]
作曲・編曲：KOH（SUPA LOVE）
2. Glory days [4:22]
作詞・作曲：Kamikaze Boy（MAN WITH A MISSION）[4]、編曲：Kamikaze Boy（MAN WITH A MISSION）・Masayuki Nakano（BOOM BOOM SATELLITES / THE SPELLBOUND）
4月14日より先行配信が開始[5]、同日にミュージックビデオがYouTubeにて公開された[6]。
3. お疲れ様です！feat.サンドウィッチマン [2:57]
作詞：Ryohei Yamamoto、作曲：Ryohei Yamamoto・Hisashi Nawata、編曲：Hisashi Nawata
お笑いコンビのサンドウィッチマンがゲストボーカルとして参加[7]、ミュージックビデオにも出演している[8]。
4月21日より先行配信が開始[5]、23日にミュージックビデオがYouTubeにて公開された[8]。
4. Curtain call[注 2] [3:23]
  - 32ndシングル
5. Half Baked [4:34]
作詞：Jeremy Quartus[9]・Ryan Octaviano、作曲：Jeremy Quartus、編曲：Jeremy Quartus・Kaito Nakada・Takeru Yamazaki・Keity
発売日当日である5月21日にYouTubeにてMVが公開された[10]。MVは各メンバー個別のシチュエーションで撮影されたVlog風の縦動画で構成されている[11]。
6. Meramera[注 2] [3:58]
  - 32ndシングルカップリング
7. FIGHTERS [3:48]
作詞：YUTA（マエノミドリ）、作曲：Stand Alone・Chris Meyer、編曲：Stand Alone
グループのツアーを制作するライブチームのアイデアを形にした楽曲[7]。
8. CHEAT [3:29]
作詞：Shinichi Osawa・Kei Owada、作曲：Shinichi Osawa・Yohji Igarashi・Kei Owada、編曲：Shinichi Osawa
  - 千賀健永出演 テレビ東京系ドラマプレミア23『レプリカ 元妻の復讐』オープニングテーマ[2]

アルバム収録曲のサブスク配信開始と同日である6月16日に、ワンカットで撮影された本楽曲のミュージックビデオ「1cut Movie Show」がYouTubeにて公開された。本映像の演出は二階堂高嗣が監修、衣装は玉森裕太がプロデュースしている[2]。
9. ロリポップ [3:19]
作詞・作曲・編曲：GUCCHI（OverTone）[12]
10. メロディ [3:57]
作詞：浦島健太、作曲：youth case、編曲：花村智志、ストリングスアレンジ：三浦良明
ファンクラブ会員からテーマを募集し「応援ソング」として制作された楽曲[7][13]。
11. Who's gonna play? [4:25]
作詞・作曲・編曲：Rike Kiriyama
通常盤のみ収録。
AIに歌詞のヒントをもらい制作されたメンバー紹介曲[14]。本作ファミクラストア限定盤の特典映像「AI×Kis-My-Ft2 ～AIにキスマイのこと聞いてみた～」はその過程を企画として映像化したものである。

### DVD/Blu-ray
※ファミクラストア限定盤はBlu-rayのみ

#### 初回盤A
1. 「Glory days」Music Video
2. 「お疲れ様です！feat.サンドウィッチマン」Music Video
3. MAGFACT Behind the Scenes

#### 初回盤B
1. 新たな魅力をくっつけろ！Kis-Mag-Net2
2. 「メロディ」ドキュメンタリーMusic Video

#### ファミクラストア限定盤
1. 「HEARTBREAKER」Music Video
2. 「C'monova」Music Video
3. 「Curtain call」Music Video
4. 「Meramera」Music Video
5. AI×Kis-My-Ft2 ～AIにキスマイのこと聞いてみた～